# A.B.C-Z 2021 But FanKey Tour
『A.B.C-Z 2021 But FanKey Tour』（エー.ビー.シー-ズィー 2021 バット ファンキー ツアー）は、2022年4月23日にポニー・キャニオンから発売されたA.B.C-Zの14枚目の舞台・コンサート作品。
初回限定盤(Blu-ray Disc 2枚組)、初回限定盤(DVD 2枚組)と通常盤(Blu-ray Disc 2枚組)、通常盤(DVD 2枚組)の4形態リリース。

## 収録内容

### 本編
収録内容は初回・通常共に同じである。 
A.B.C-Z 2021 But FanKey Tour（2021年10月20日収録映像）
1. Overture
2. Nothin' but funky
3. チートタイム
4. A.B.C-Z LOVE
5. いいね!
6. DAN DAN Dance!!
7. テレパシーOne! Two!  × Fantastic Ride
8. Reboot!!!
9. FORTUNE
10. 涙雨
11. All My Everything
12. Miss my Love
13. 新しい太陽
14. Take a "5" Train
15. SPACE TRAVELERS
16. Life is Beautiful
17. MC
18. Mr. Dream - 五関晃一
19. 未来は明るいかい？ - 河合郁人
20. V - 戸塚祥太
21. Crazy about you - 橋本良亮
22. Waiting for you - 塚田僚一
23. 赤い薔薇よ胸の中で咲き誇れ
24. Spirit
25. ワンナイト・ロマンス
26. DESTRUCTION!!
27. Finally Over
28. 頑張れ、友よ!
29. チカラノアリカ
30. 灯
31. 夏と君のうた
32. サポーターズ!
33. 火花アディクション
34. Za ABC〜5stars〜

### 特典映像

#### 初回限定盤
- マルチアングル（各メンバーソロアングル）[1]
  1. いいね!
  2.  Miss my Love
  3. 赤い薔薇よ胸の中で咲き誇れ

#### 通常盤
- Document Movie of A.B.C-Z 2021 But FanKey Tour[1]

## 特典
予約購入先着特典
- カッティングステッカーシート（A4）

封入特典（初回限定盤のみ）
- スペシャルフォトブック(32P)
- オリジナルポストカード6枚セット（ソロ5種＋集合1種）
- 幻の!? A.B.C-Z 2021 But FanKey Tour 銀テープレプリカ

仕様（初回限定盤のみ）
- 豪華ジャケットケース